# Янгличи (разъезд)
Я́нгличи (чув. Янкӑлч разъезчӗ) — разъезд в Канашском районе Чувашской Республики. Входит в состав Янгличского сельского поселения.

## История
Возник в середине 1920-х гг. В составе Новомамеевской волости Цивил. уезда до 1927, Канашского района — с 1927.
Исторические названия: разъезд Янглычи 842 версты, разъезд Янгличи на 283 км Казан. ж.д.

## География
Географическое положение
Расстояние до Чебоксар 97 км, до райцентра 14 км.

## Население
| 2010 | 2012 |
| ---- | ---- |
| 4    | →4   |

Жители — чуваши, русские.
Число дворов и жителей: в 1926 — 4 двора, 8 муж., 12 жен.; 1939 — 8 муж., 8 жен.; 1976 — 5 муж., 4 жен.; 2002 — 3 двора, 10 чел.: 6 муж., 4 жен.; 2010 — 1 част. домохозяйство, 4 чел.: 2 муж., 2 жен.

## Инфраструктура
обслуживание железной дороги.

## Транспорт
Железная дорога: посёлок разъезда расположен в одноимённым остановочным пунктом Янгличи.
Подъезд к автомобильной дороге общего пользования регионального значения 97К-002 «Аниш». Поселковые автодороги.